# UBE (企業)
UBE株式会社（ユービーイー、英語: UBE Corporation）は、日本の大手総合化学メーカー。ナイロン原料は世界大手。日経平均株価の構成銘柄の一つ。
旧商号は宇部興産株式会社（うべこうさん、英: Ube Industries, Ltd.）。2022年4月1日に従来略称として用いてきたUBEを正式社名に変更した。宇部事業所（登記上本店、旧宇部本社）を置く山口県宇部市周辺では単に「興産」と呼ばれる場合もある。
ブランドタグラインは、「Transform Tomorrow Today」である。

## 概説

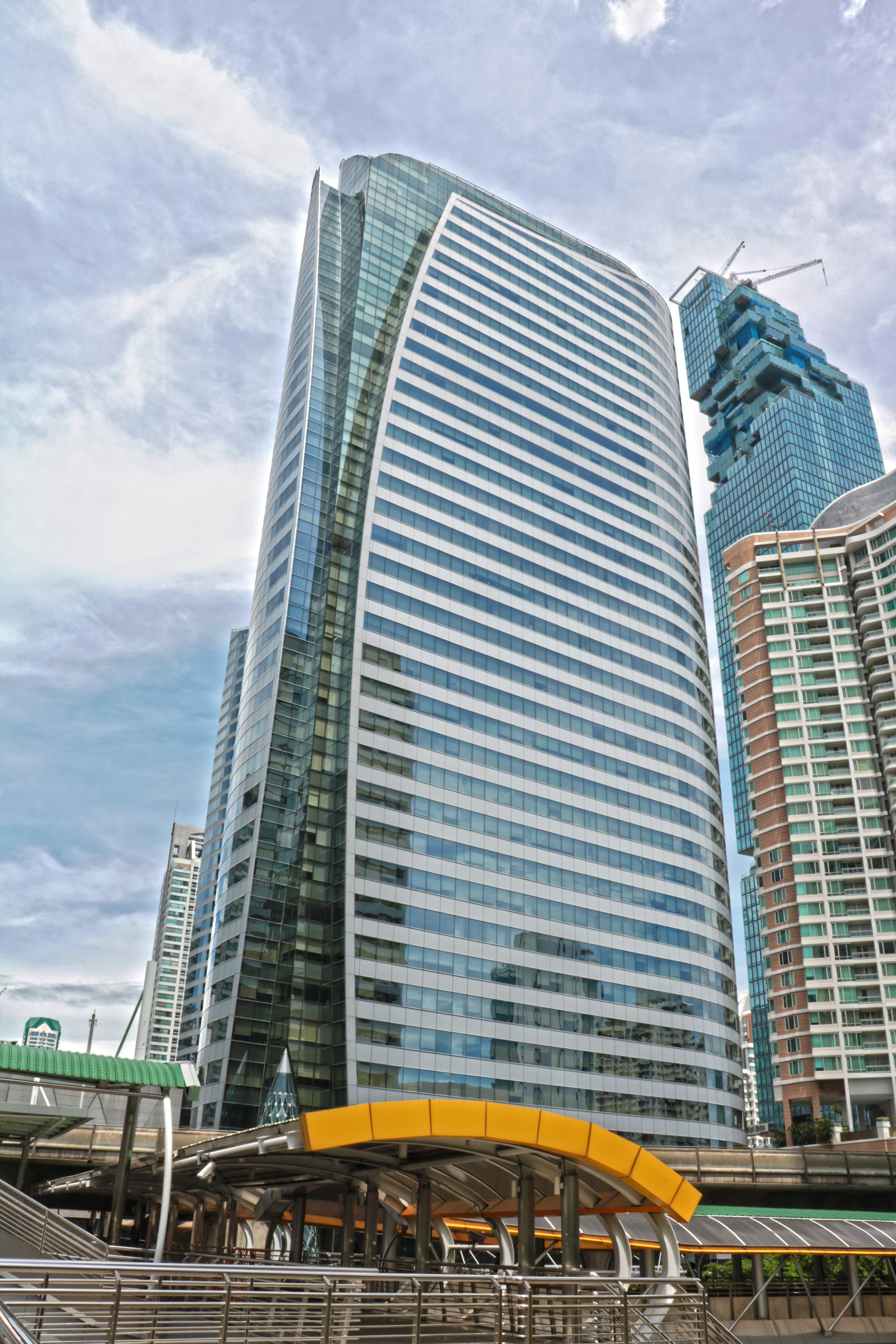
ウベ・ケミカルズ・アジア社（サトーン・スクエア）

宇部地区の主要炭鉱であった沖ノ山炭鉱を起源とする複合企業体である。1897年に採炭で発祥。事業持株会社として、UBEは化学製品を製造しているが、三菱マテリアルとの共同出資会社であるUBE三菱セメントを通じてセメント・石炭を供給したり、子会社のUBEマシナリーを通じて産業機械を製造している。
旧社名にあった「興産」には、「地域社会に有用な産業を次々に興す」という意味が込められており、宇部共同義会の長老であった紀藤閑之介（第3・6代宇部市長、宇部時報創刊者）の案を俵田明が採用したものである。この社名のとおり、創業時より各々の事業だけでなく、教育機関や港湾、ダム、上水道の整備などを通して、地域の社会資本整備に大きな役割を果たしてきた。
旧・三和銀行（現・三菱UFJ銀行）の融資系列からなる三和グループの三水会とその後身社長会である水曜会およびみどり会の主要な構成企業であり、かつては日立造船（現・カナデビア）、帝人とともに「三和御三家」と呼ばれていた。その関係上、宇部市には山口県内唯一 の旧UFJ銀行（現・三菱UFJ銀行）の支店が存在している。
2021年4月30日、化学事業を中心とした企業として更なるグローバル展開を目指すため、2022年4月1日に社名を宇部興産からUBE（）に変更すると発表した。そして2022年4月1日には、前述の社名変更と同時に、長らく中核事業であったエネルギー・建設資材（セメント）事業を三菱マテリアルの同事業と統合し、UBE三菱セメントが発足した。機械事業は既に分社化しており、新生UBEとしては化学事業を中核として再出発をはかることになった。
建設資材（セメント）事業においては、山口県での生産拠点が宇部地区と伊佐地区（美祢市）に分散していたため、一企業の建造物としては異例の規模である全長約28 kmの企業専用道路「宇部興産専用道路」と宇部港を横断する延長約1 kmの橋梁（興産大橋）を建設・保有し、約30 km離れた両工場を結んでいた。これらの構造物もUBE三菱セメントへ引き継がれ、道路は「宇部伊佐専用道路」に改称している。

## 経営機構と拠点
執行役員制により、経営の意思決定、監督機関としての取締役会とその意思決定に基づく業務執行機能の分離が図られている。1999年よりカンパニー制を導入していたが、2022年に建設資材カンパニーをUBE三菱セメントへ移管・統合し廃止、事業部制に改めた。

### 組織
- 機能品事業部
- パフォーマンスポリマー&ケミカルズ事業部
- エラストマー事業部
- 医薬事業部
- 生産・技術本部
- 研究開発本部

### 事業拠点
- 本社（東京都港区、シーバンスN館）
- 宇部事業所（宇部市小串、登記上の本店所在地）
- 名古屋支店（名古屋市東区）
- 研究所
  - みらい技術研究所（千葉県市原市）
  - 大阪研究開発センター（大阪府堺市）
  - 医薬研究所（宇部市）

#### 生産拠点
主な生産拠点とその所在地、主な生産品目を以下に示す。
| UBEエラストマー千葉工場              | 千葉県市原市             | 合成ゴム                                                                       |
| 堺工場                               | 大阪府堺市               | ポリイミド、電池材料等                                                         |
| 宇部ケミカル工場                     | 山口県宇部市             | ラクタムチェーン製品、ラクタム誘導品、ポリイミド、医薬原体・中間体、電池材料等 |
| 宇部ケミカル工場 藤曲地区            | 山口県宇部市             | アンモニア、炭酸ガス等                                                         |
| 宇部電子工業部材工場                 | 山口県宇部市             | フェノール系樹脂、機能性材料等                                                 |
| 吉富工場                             | 福岡県築上郡吉富町       | 医薬原体・中間体、化成品等                                                     |
| 海外生産拠点（連結子会社）           |                          |                                                                                |
| UBE Chemicals(Asia)                  | タイ、ラヨーン県         | ラクタムチェーン製品                                                           |
| Thai Synthetic Rubbers               | タイ、ラヨーン県         | 合成ゴム                                                                       |
| UBE Corporation Europe, S.A.U.       | スペイン、カステリョン県 | ラクタムチェーン製品、ラクタム誘導品                                           |
| 海外生産拠点（関連会社）             |                          |                                                                                |
| 台橡宇部（南通）化学工業有限公司     | 中国、江蘇省             | 合成ゴム                                                                       |
| LOTTE UBE Synthetic Rubber SDN. BHD. | マレーシア、ジョホール州 | 合成ゴム                                                                       |

以下の生産拠点はUBE三菱セメントへ移管した。
| 旧建設資材カンパニー 生産技術本部                                      |               |                      |
| 宇部セメント工場（現在の山口工場 宇部地区）                            | 山口県 宇部市 | クリンカー、セメント |
| 伊佐セメント工場（現在の山口工場 伊佐地区と伊佐鉱山）                  | 山口県 美祢市 | 石灰石、クリンカー   |
| 苅田セメント工場（現在の九州工場 苅田第二地区）                        | 福岡県 苅田町 | クリンカー、セメント |
| 旧エネルギー・環境事業部                                               |               |                      |
| 電力ビジネスユニットIPP発電所 （現在の宇部発電所）                     | 山口県 宇部市 | 電力                 |
| 石炭ビジネスユニット 沖ノ山コールセンター （現在の宇部コールセンター） | 山口県 宇部市 | 石炭                 |

## 事業概要
当社は証券コードにおいて化学工業に分類されているが、化学と機械の2分野を軸に事業を展開している。化学の事業部門として機能品事業部、パフォーマンスポリマー&ケミカルズ事業部、エラストマー事業部、医薬事業部、生産・技術本部、研究開発本部を置き、機械事業は子会社のUBEマシナリーが掌管する。
かつてはこれらに加えて建設資材、エネルギー・環境事業を有していたが2022年にUBE三菱セメントへ移管、この移管によりUBE本体の売上高全体の半分近く、従業員数の3分の1が切り離された。

### 化学事業
当社の化学事業は、炭鉱から産出された石炭を低温乾留して硫安を製造したことに始まった。ラクタムやナイロン樹脂、硫安、アンモニア、合成ゴム、ポリエチレン、ABS樹脂、ポリイミド、C1ケミカル、電池材料、セラミックス等を手掛ける。ナイロン6やポリブタジエンゴムでアジアトップクラスのシェアを持つほか、アンモニアについても国内最大手である。
医薬事業部では、医薬原体・中間体の受託製造及び創薬事業として製薬会社へのライセンスアウトを行う。当社により発見され、上市されている薬剤としては、アゼルニジピン、プラスグレル、ベポタスチンがある。

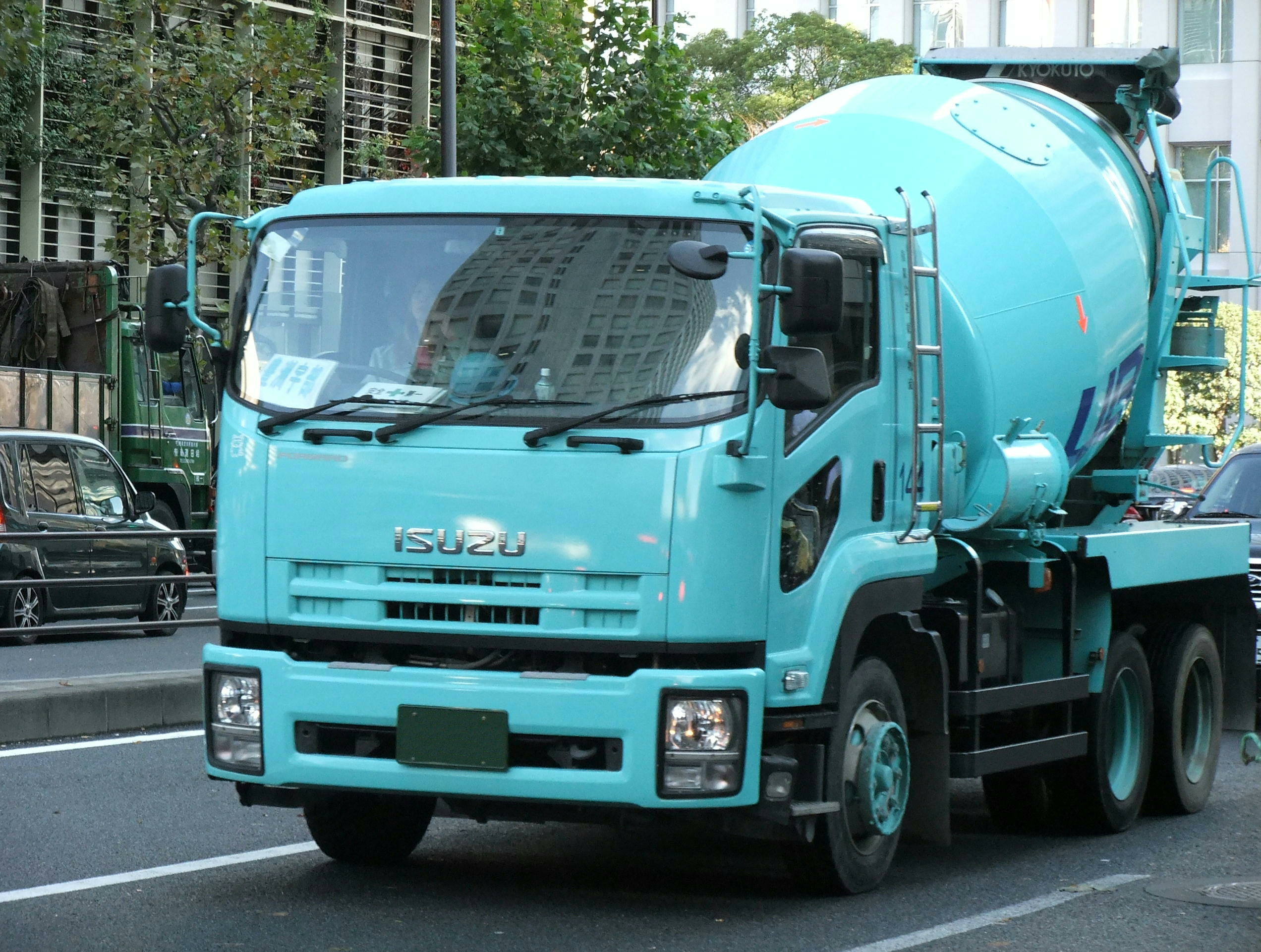
宇部興産(当時)のミキサー車

### 機械事業
機械事業としては、分社したUBEマシナリーが射出成型機やダイカストマシン、押出機等の産業機械、重機を扱うほか、橋梁（鋼橋）の建設等を行う。金属成型事業としては、株式会社宇部スチールが電炉ビレット等を扱う。

### UBE三菱セメントへ移管した事業

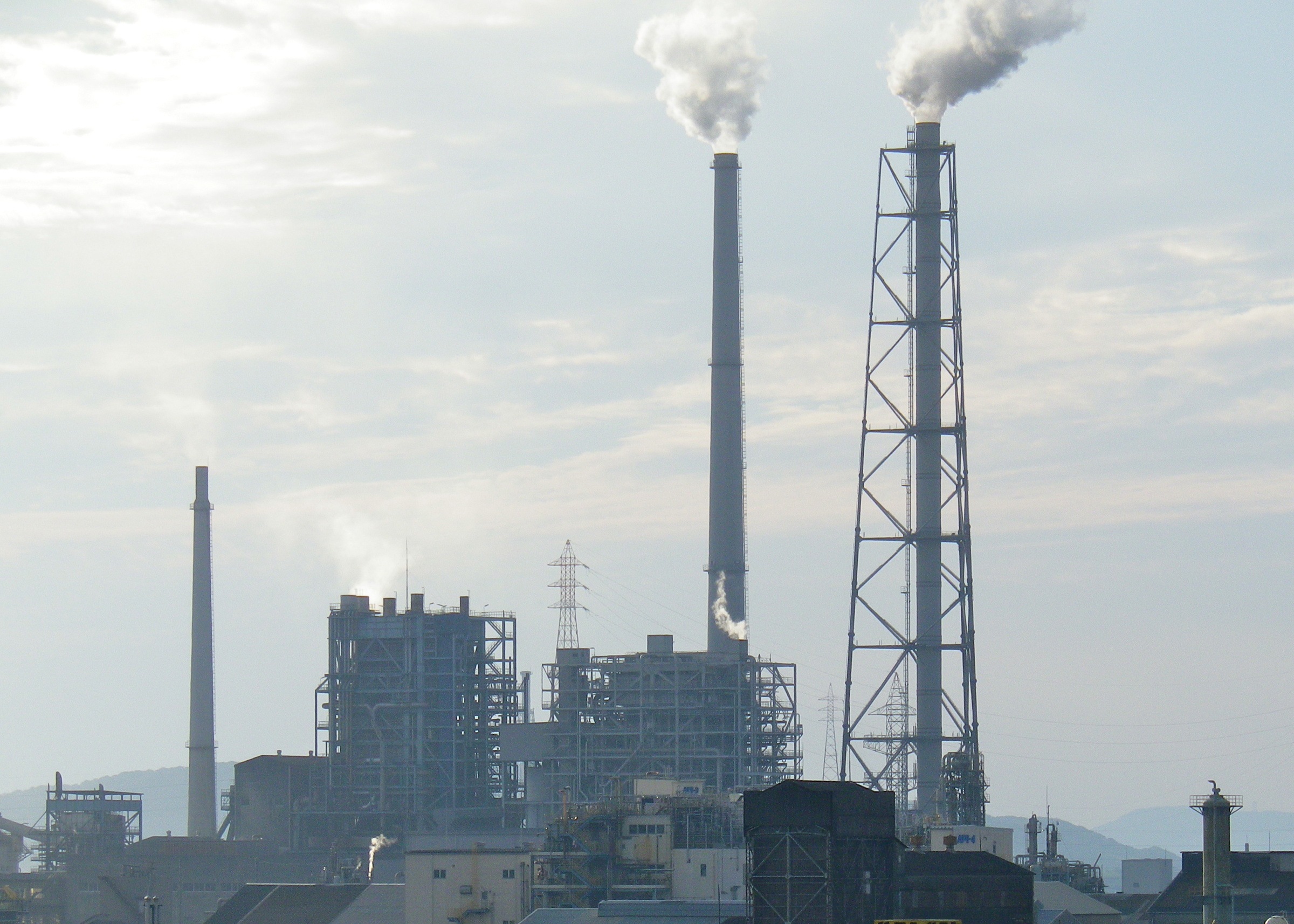
電力ビジネスユニットIPP発電所

エネルギー・環境事業部
石炭事業は創業当時からの事業であり、化学事業やセメント事業、機械事業の源流となった。かつて当社の山陽無煙鉱業所で採掘された無煙炭は練炭、豆炭原料用としては国内随一のものと言われ、昭和30年代には内地需要の半ばを供給していた。採炭活動から撤退後、1974年には国内で初めて一般炭の輸入を開始し石炭事業を復活、石炭取り扱い数量は年間約600万トンで、保有する沖の山コールセンター（現在の宇部コールセンター）は国内最大規模の石炭貯蔵基地であった。また2004年より電力の卸売事業に参入。電力ビジネスユニットIPP発電所（出力21万6千kW）が中国電力への電力供給を行っていた。
建設資材カンパニー
主にセメントやコンクリート、石灰石、水酸化マグネシウム、建材等を扱った。1998年にセメントの販売機能を三菱マテリアルと共同で設立した宇部三菱セメント（国内シェア2位）に移管、さらに2022年、建設資材事業・エネルギー事業全体を同社に統合した上でUBE三菱セメントとして再発足した。伊佐セメント工場には単一キルンとしては世界最大のNSPキルン（年産300万トン）を擁し、川下事業として全国に500ヵ所以上の系列生コン工場を持っていた。

## 歴代社長
| 沖ノ山炭鉱頭取・社長 |          |                        |                                        |
| 1                    | 渡辺祐策 | 1897年6月 - 1934年8月  | 沢瀉塾                                 |
| 2                    | 渡辺剛二 | 1934年8月 - 1942年3月  | 京都帝国大学医学部                     |
| 宇部興産社長         |          |                        |                                        |
| 3                    | 俵田明   | 1942年3月 - 1958年3月  | 工手学校（現・工学院大学）             |
| 4                    | 中安閑一 | 1958年3月 - 1977年12月 | 東京高等工業学校（現・東京科学大学）   |
| 5                    | 水野一夫 | 1977年12月 - 1983年6月 | 東京帝国大学法学部                     |
| 6                    | 清水保夫 | 1983年6月 - 1991年3月  | 浜松高等工業学校（現・静岡大学工学部） |
| 7                    | 中東素男 | 1991年3月 - 1995年7月  | 海軍兵学校 / 大阪大学工学部            |
| 8                    | 長広真臣 | 1995年7月 - 1999年6月  | 京都大学法学部                         |
| 9                    | 常見和正 | 1999年6月 - 2005年6月  | 京都大学工学部                         |
| 10                   | 田村浩章 | 2005年6月 - 2010年3月  | 京都大学工学部                         |
| 11                   | 竹下道夫 | 2010年4月 - 2015年3月  | 九州大学工学部                         |
| 12                   | 山本謙   | 2015年4月 - 2019年3月  | 京都大学大学院工学課程                 |
| 13                   | 泉原雅人 | 2019年4月 - 2022年3月  | 東京大学法学部                         |
| UBE社長              |          |                        |                                        |
| 13                   | 泉原雅人 | 2022年4月 - 2025年3月  | 同上                                   |
| 14                   | 西田祐樹 | 2025年4月 - （現職）   | 広島大学大学院工学研究科               |

## 歴史

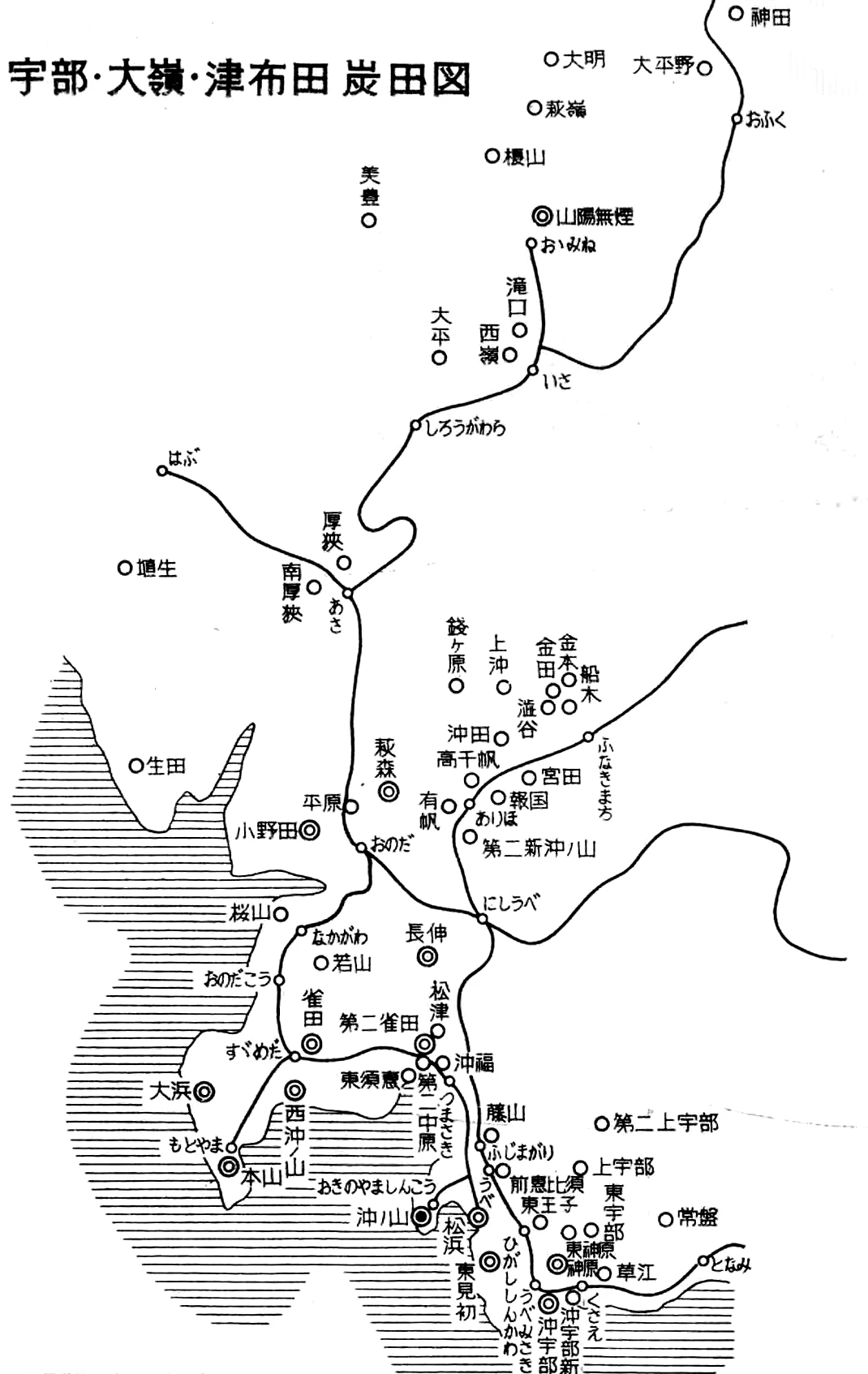
宇部炭鉱地図（1955年）

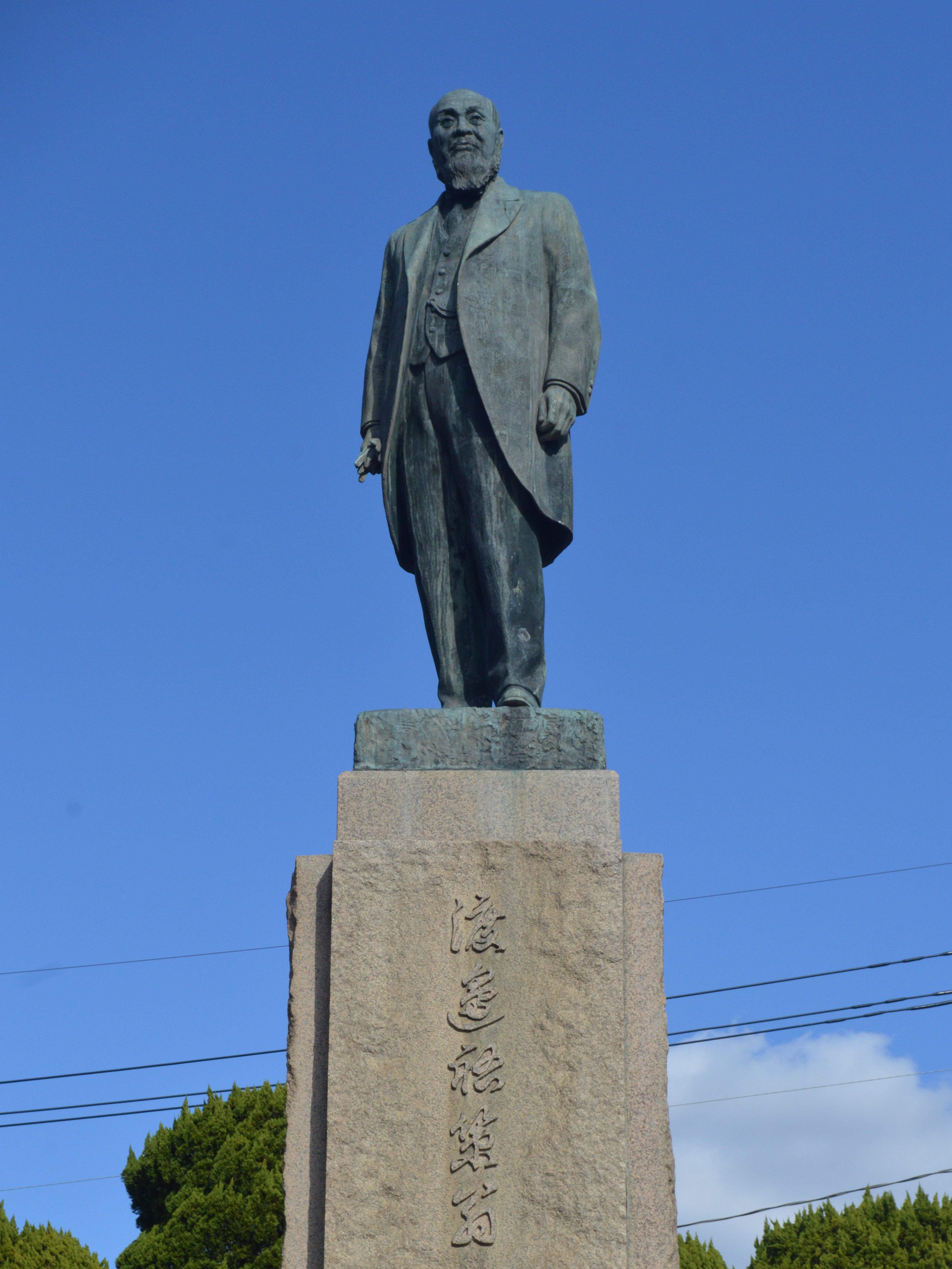
渡辺翁記念公園内に建立されている渡辺祐策翁像

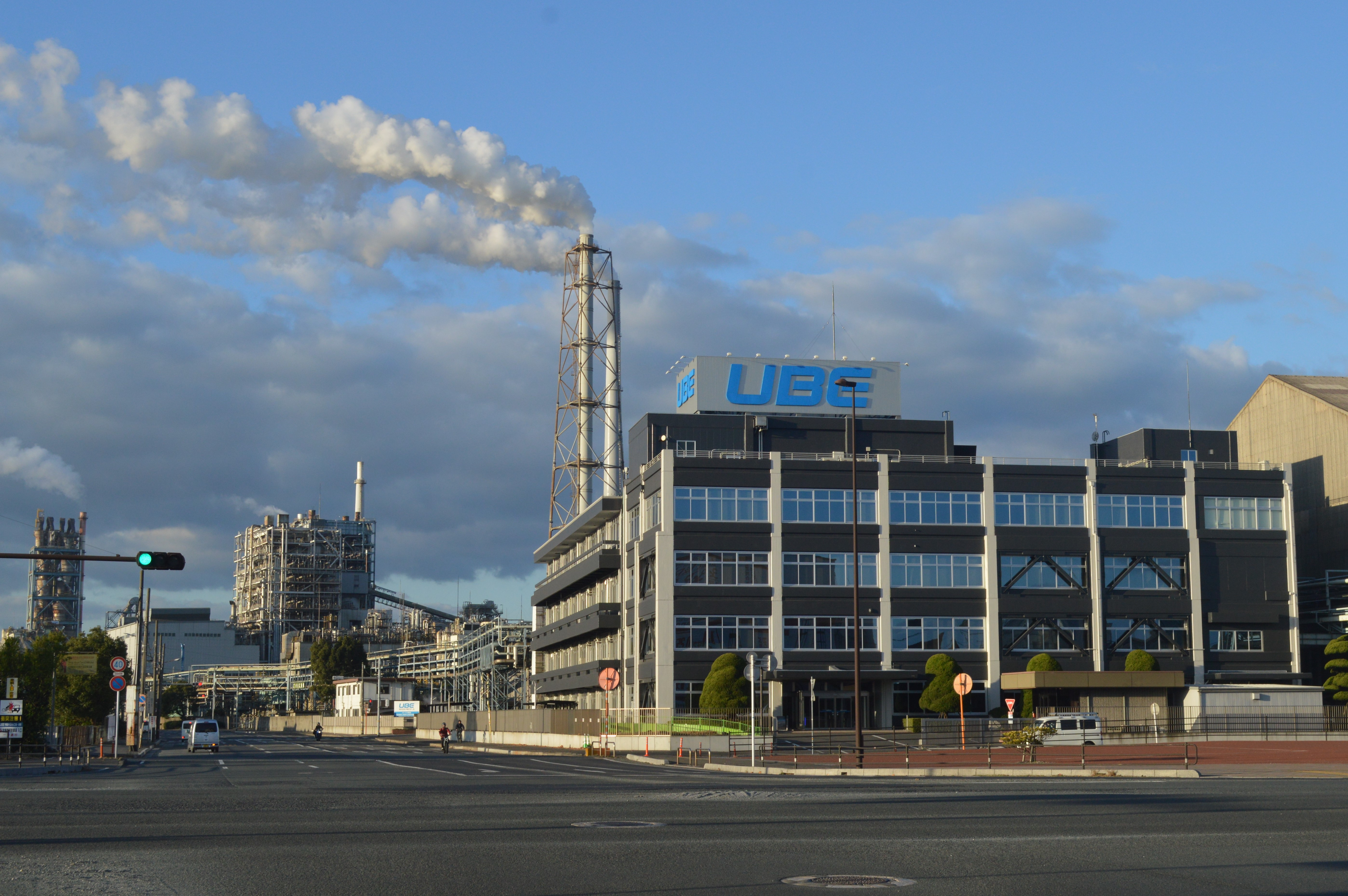
宇部事業所1号館

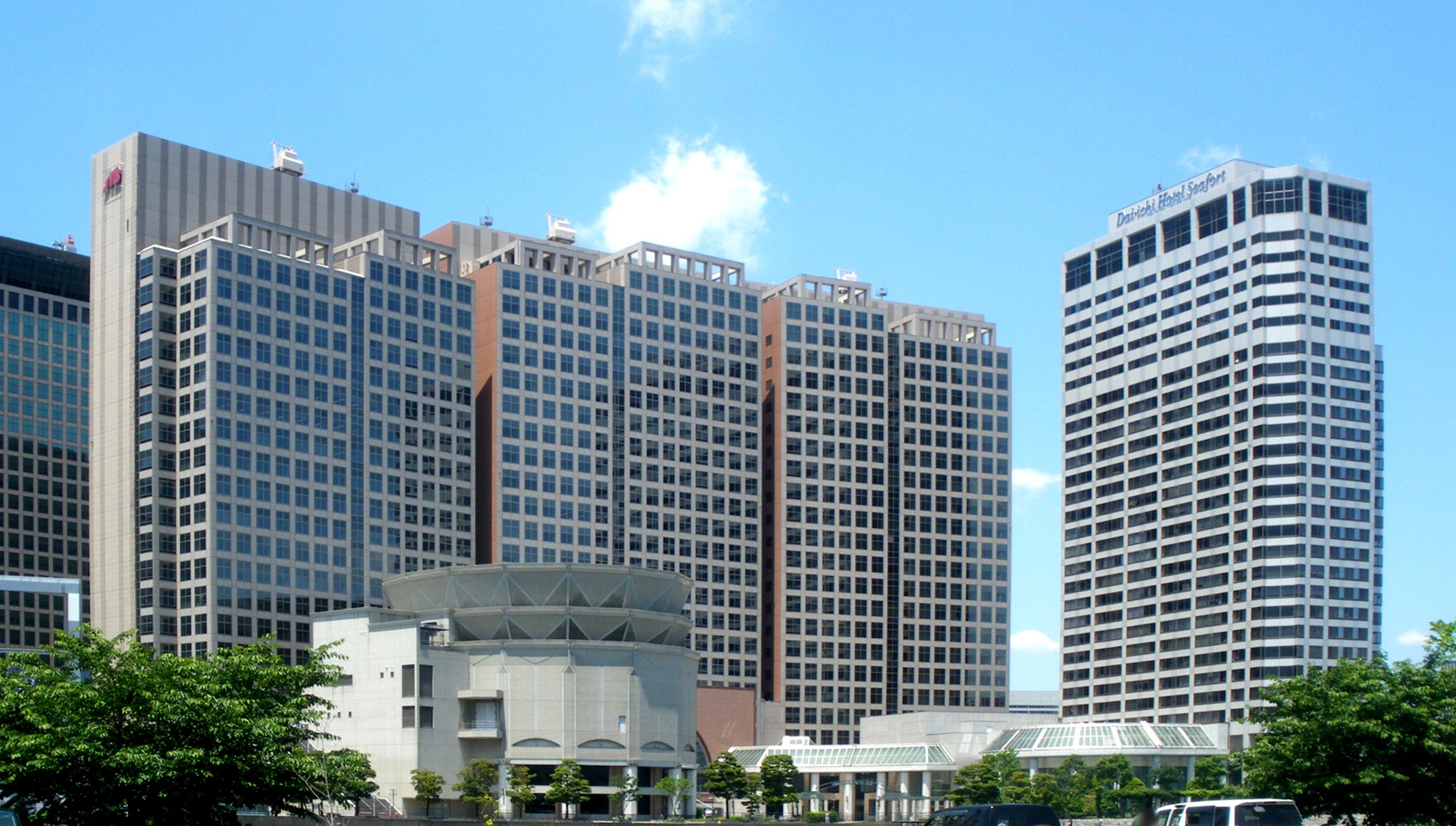
左端の建物がかつて東京本社として使用していた旧UBEビル（JTBへ売却）

- 1868年（慶応4年） - 山口藩石炭局設立。
- 1872年（明治5年） - 鉱山心得公布に伴い山口藩石炭局廃止。
- 1873年（明治6年） - 日本坑法発布。
- 1876年（明治9年） - 福原芳山が福井忠次郎から炭鉱借区権を買い戻す。
- 1886年（明治19年） - 宇部共同義会設立。
- 1888年（明治21年） - 宇部達聡会設立。
- 1897年（明治30年） - 匿名組合沖ノ山炭鉱組合設立（宇部興産創業年）[広報 6]。大嶺炭鉱に長門無煙炭鉱株式会社設立。
- 1904年（明治37年） - 海軍が長門無煙炭鉱を買収。海軍煉炭製造所設置。
- 1912年（明治45年） - 海軍大嶺炭鉱煉炭製造所が海軍採炭所に合併される。
- 1914年（大正3年） - 匿名組合宇部新川鉄工所設立[広報 6]。
- 1923年（大正12年） - 宇部セメント製造株式会社設立[広報 6]。海軍燃料廠採炭部が海軍燃料廠採炭部大嶺炭鉱煉炭製造所を大蔵省に移管。
- 1924年（大正13年） - 山陽無煙炭鉱設立。大嶺炭鉱を大蔵省から買収。
- 1928年（昭和3年） - 沖ノ山炭鉱が改組し、沖ノ山炭鉱株式会社となる。
- 1933年（昭和8年） - 宇部窒素工業株式会社設立[広報 6]。
- 1936年（昭和11年） - 国内初となる、ばら積みセメントタンカー「清忠丸」就航。
- 1942年（昭和17年） - 上記4社が合併して宇部興産株式会社設立（宇部興産設立年）[広報 6]。
- 1943年（昭和18年） - 軍需会社法による指定会社となる。宇部達聡会解散。
- 1944年（昭和19年） - 東見初炭鉱を吸収合併。5月山陽無煙炭鉱を合併。
- 1945年（昭和20年） - 米軍により肥料工場にパンプキン爆弾（模擬原爆）が投下される（死者10名、負傷者6名以上）。
- 1947年（昭和22年） - 過度経済力集中排除法による集中排除会社となる。同年12月、本社や工場などに昭和天皇が行幸（昭和天皇の戦後巡幸）[17]。
- 1950年（昭和25年） - 宇部共同義会解散。
- 1952年（昭和27年） - 古河鉱業傘下の山一炭鉱を買収、向洋鉱業所（後に向洋炭鉱株式会社）とする。
- 1955年（昭和30年） - 山口県美祢市に伊佐セメント工場、宇部市に宇部カプロラクタム工場を設置[広報 6]。
- 1963年（昭和38年） - 本部機構を東京に移転し、宇部本社と東京本社の2本社体制に移行[18]。本山鉱業所を閉山。
- 1964年（昭和39年） - 千葉県市原市に千葉石油化学工場、福岡県苅田町に苅田セメント工場を設置[広報 6]。
- 1965年（昭和40年） - 西沖ノ山鉱業所を閉山。
- 1967年（昭和42年） - 出張旅費削減のため、日本国内の企業で初めて東京・大阪・宇部の3拠点間に専用回線を敷設、会議電話システムが稼働[18][注釈 8]。大阪府堺市に堺工場を設置[広報 6]、宇部鉱業所を閉山。
- 1968年（昭和43年） - 向洋炭鉱を閉山。
- 1970年（昭和45年） - 山陽無煙鉱業所(大嶺炭鉱)を閉山。
- 1977年（昭和52年） - 全長28.2kmにおよぶ「宇部・美祢高速道路」を建設。
- 1982年（昭和57年） - 石炭専焼自家発電所を設置[広報 6]。年1回決算へ移行。「興産大橋」開通[広報 6]。
- 1988年（昭和63年） - Coal and Allide Industris（英語版）に資本参加。
- 1992年（平成4年） - 天王洲アイル（東京都品川区東品川）地区に三菱商事、第一ホテル（後の阪急阪神ホテルズ）と共同で開発した複合商業施設「シーフォートスクエア」内の自社ビル「UBEビル」に東京本社を移転[19][20]。
- 1998年（平成10年） - 三菱マテリアルとセメント事業で提携、宇部三菱セメント（後のUBE三菱セメント）を設立[広報 6]。
- 1999年（平成11年） - 機械部門を分社化し、宇部興産機械（後のUBEマシナリー）を設立[広報 6]。
- 2000年（平成12年） - シーフォートスクエアの「UBEビル」をJTBに売却[21]、東京都港区芝浦のシーバンスN館に東京本社を移転。
- 2001年（平成13年） - 宇部市に所有する宇部興産ビルを証券化し住友信託銀行（後の三井住友信託銀行）に信託、リースバックの上、得られる第一受益権をオリックスへ売却[22]。
- 2002年（平成14年） - Coal and Allide Industriesの株式を売却、三菱レイヨン（後の三菱ケミカル）等とUMG ABS（後のテクノUMG）を設立。
- 2004年（平成16年） - 丸善石油化学と宇部丸善ポリエチレン株式会社を設立[広報 6]。
- 2020年（令和2年） - 宇部興産開発のゴルフ場事業（宇部72カントリークラブ）を市川興業に分割譲渡[23]。
- 2021年（令和3年） - 3月末で完全子会社の宇部興産開発と傘下企業の西日本グリーンリサイクルを解散[23][24]。
- 2022年（令和4年） - UBE株式会社に商号変更[25]。セメント関連事業をUBE三菱セメントに移管[26]。
- 2023年（令和5年） - 完全子会社のユービーイーホテルズが宇部興産ビルで運営しているANAクラウンプラザホテル宇部を2024年（令和6年）3月末をもって営業終了し、同年6月を目処に同社を解散すると発表[27]。

当社の創業年は沖ノ山炭鉱設立の1897年（明治30年）とされているが、沖ノ山炭鉱をはじめとする宇部村の炭鉱群の起源は江戸期の元禄時代の頃よりはじまった製塩用の採炭事業まで遡る。これらの炭鉱群は明治期に入り山口藩石炭局による統制の下で、同藩軍艦用の燃料に供された。西洋からの最新技術が導入されるようになると急速に発展するが、1872年に石炭局が廃止されて以後は石炭局の主任者であった福井忠次郎が合資会社を作り、鉱区権を管理していた。
これを旧宇部領主福原家第24代の福原芳山（判事、後に大審院詰）が買い戻し、芳山の死後には宇部共同義会に無償譲渡、管理され、その中から沖ノ山炭鉱が誕生した。このような公益目的による設立の経緯から沖ノ山炭鉱は当初、「宇部式匿名組合」と言われる独特の組織形態を採用していた。また、1974年の商法改正により多くの国内企業が年2回決算から年1回決算へ移行する中、宇部興産は株主総会の回数が減ることにより地元株主の楽しみを奪うことを避けるために、1982年まで年2回決算を続けていた。

## 関連企業群
2021年3月末現在の子会社および関連会社数は約140社である。主な企業は以下の通り。
子会社
- 宇部エクシモ株式会社
- UBEマシナリー株式会社
- 株式会社宇部スチール
- 宇部フィルム株式会社
- UBEエラストマー株式会社
- 欧州 宇部興産グループ
- タイ王国 宇部興産グループ
- UBE America, Inc.

他
持分法適用会社
- UBE三菱セメント株式会社
- 株式会社宇部情報システム
- 宇部丸善ポリエチレン株式会社
- エムシー・ファーティコム株式会社
- テクノUMG株式会社

出資会社
- 西部石油株式会社
- テレビ山口株式会社 - 初代社長の中安は宇部興産出身。そのためか現在でもUBE関連CMが多く流れる、
- 丸善石油化学株式会社
- 超高温材料研究所

過去のグループ企業
- ウベハウス - 宇部興産の住宅事業部門が起源。事業移管によりグループ離脱。のちに民事再生法申請により、百年住宅に譲渡、新たに設立した百年住宅西日本となる。なおウベハウスの社号については元々フランチャイジー（代理店）契約を結んでいたウベハウス東日本が現在も独自のブランドとして運営している。
- 富士車輌 - 三和銀行の要請を受け経営支援のため1965年にグループ入り。2001年民事再生法申請による減増資によりグループ離脱。
- 新笠戸ドック - 経営支援のため1959年にグループ入りした笠戸船渠が起源。2005年に株式を今治造船に売却しグループ離脱。
- 宇部興産飲料 - 1963年に西部飲料株式会社として宇部興産全額出資で設立。1972年に四国清涼飲料株式会社と合併して宇部興産飲料株式会社となる。ペプシコーラの日本最大のボトラーに成長。宇部興産の主催するゴルフトーナメントは「ペプシ宇部トーナメント」など「ペプシ」を冠する名称が付けられた。日本果実工業との合弁により株式会社ビバックスを設立した後、1998年にキリンビバレッジに株式を売却し、飲料事業から撤退した（現在のキリンビバックス）[34]。

## 広報活動
1971年（昭和46年）2月の日経サイエンス創刊以来、同誌に「超の世界」と題したシリーズ広告を掲載している。この広告は、科学ジャーナリストの餌取章男が科学者へのインタビューを行い、最先端の科学情報をクロイワ・カズのイラストとともに紹介するものである。1978年（昭和53年）1月からは社員の海外滞在体験を記した記事広告「とぴっくす・てれっくす」（2000年4月号から「とぴっくす・ぐろーばる」に改題）を文芸春秋に掲載している。
また、かつて日本テレビ系列で放送されていた『大蔵大臣アワー』やテレビ東京系列『出没!アド街ック天国』等の番組提供を行っていたほか、水着キャンペーンガールを採用し宣伝活動を行ったこともある。
2024年（令和6年）10月1日、俳優の浜辺美波を起用したテレビCM、「ストーリーを変える、ケミストリー。」の放映を開始した。加えて、2025年（令和7年）29日からは、同じく浜辺美波を起用したテレビCM、「ＵＢＥと、打っ破っは。」の放映を開始した。

### UBE DOG
企業CMに登場するキャラクターとして「UBE DOG」がある。全身が宇部興産の素材でできた犬型ロボットとの設定で、「ロボくん」の愛称が付けられている。UBE DOG登場以後の宇部興産の企業CMはすべてCGで描かれており、UBE DOGもCGのキャラクターである。キャラクターデザインは大友克洋。制作されたCMは宇部興産のウェブサイトで公開されている。
UBE DOGと渡辺翁記念会館をモチーフにした「記念館の見える街 with UBE DOG ロボくん」という洋菓子を宇部市内の創作洋菓子店である「創作洋菓子のロイヤル」が発売している。これは地産地消の推進を目的に山口県内の食材を使用して作られたもので、パッケージにはUBE DOGが使用されている。

## 宇部・美祢地区における取り組み
UBEおよび同社の前身企業は、宇部市および周辺地域における公共施設や教育機関といった社会資本の整備にも携わっている。
- 宇部港
- UBE学術振興財団
- 宇部中央病院 - 宇部興産の企業立病院として設立。2014年に医療法人として独立後、2024年に現在の名称に。
- 宇部興産ビル（ANAクラウンプラザホテル宇部）
- 宇部市上下水道局（旧・宇部市ガス水道局） - 沖ノ山炭鉱により設置された炭鉱向け上水道（沖ノ山上水道）が水道事業部の母体となっている。
- 厚東川ダム - 宇部興産所有の水力発電所・厚東川発電所の水源であり、宇部地区工場群の水源でもある。
- セントラル硝子 - 宇部興産の要請に応じて設立されたが、設立当初からUBEグループ外企業である。
- 俵田翁記念体育館 - 宇部興産が建設し、宇部市に寄付。
- 山口大学医学部 - 起源である山口県立医学専門学校設立にあたって、渡辺剛二会長（当時）が山口県に寄付を行った。
  - 山口大学医学部附属病院 - 宇部興産の企業立病院であった沖ノ山同仁病院・東見初病院が母体の一部。
- 山口県立宇部工業高等学校 - 宇部興産の技術者養成学校であった長門工業学校（旧私立宇部徒弟学校）が母体の一つ。
- 渡辺翁記念会館 - 宇部興産の前身企業7社が建設し宇部市に寄付。

なお、ゴルフ場事業（宇部72カントリークラブ）の運営も行っていたが、2020年3月に市川興業に分割譲渡した。

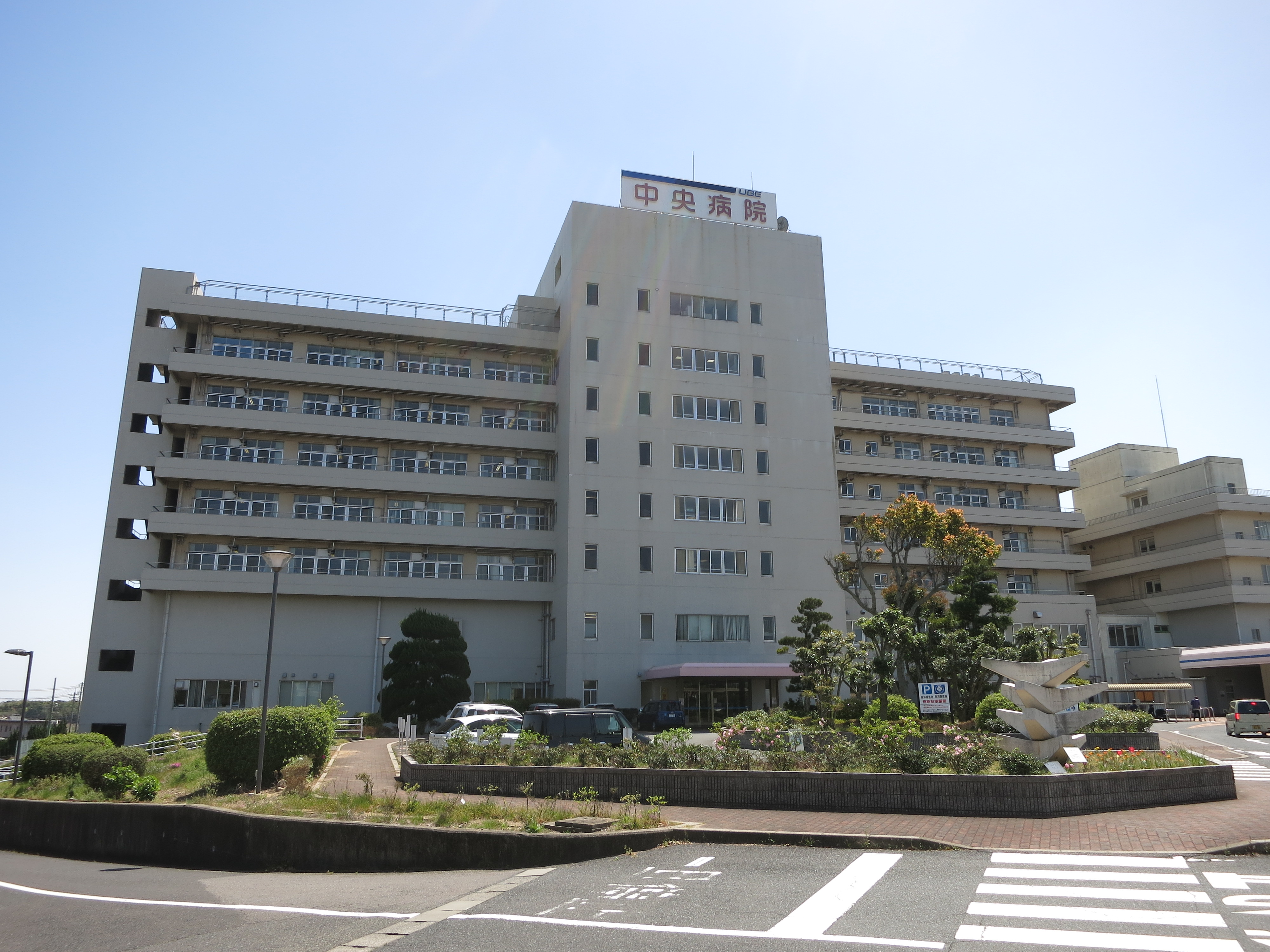
宇部中央病院
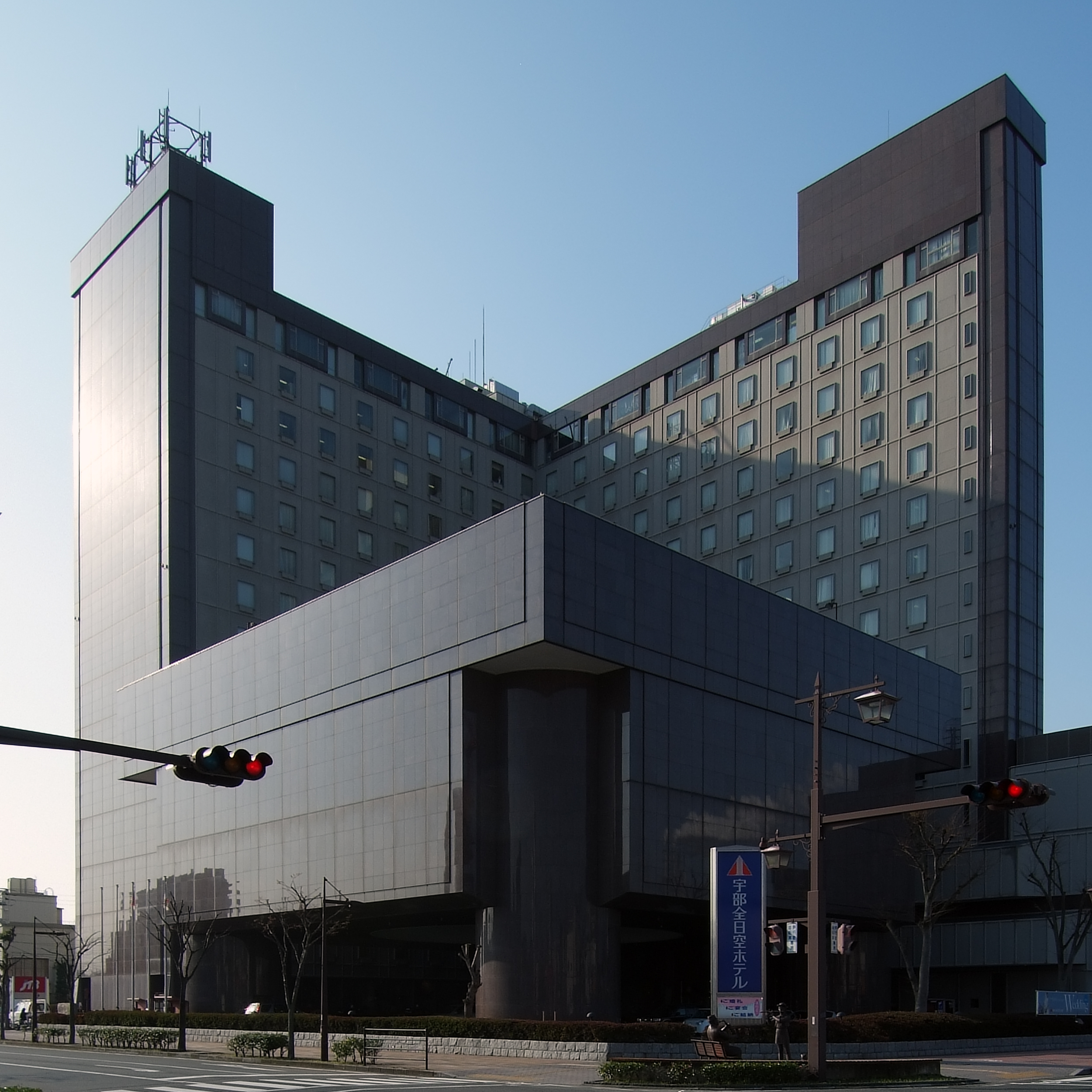
宇部興産ビル
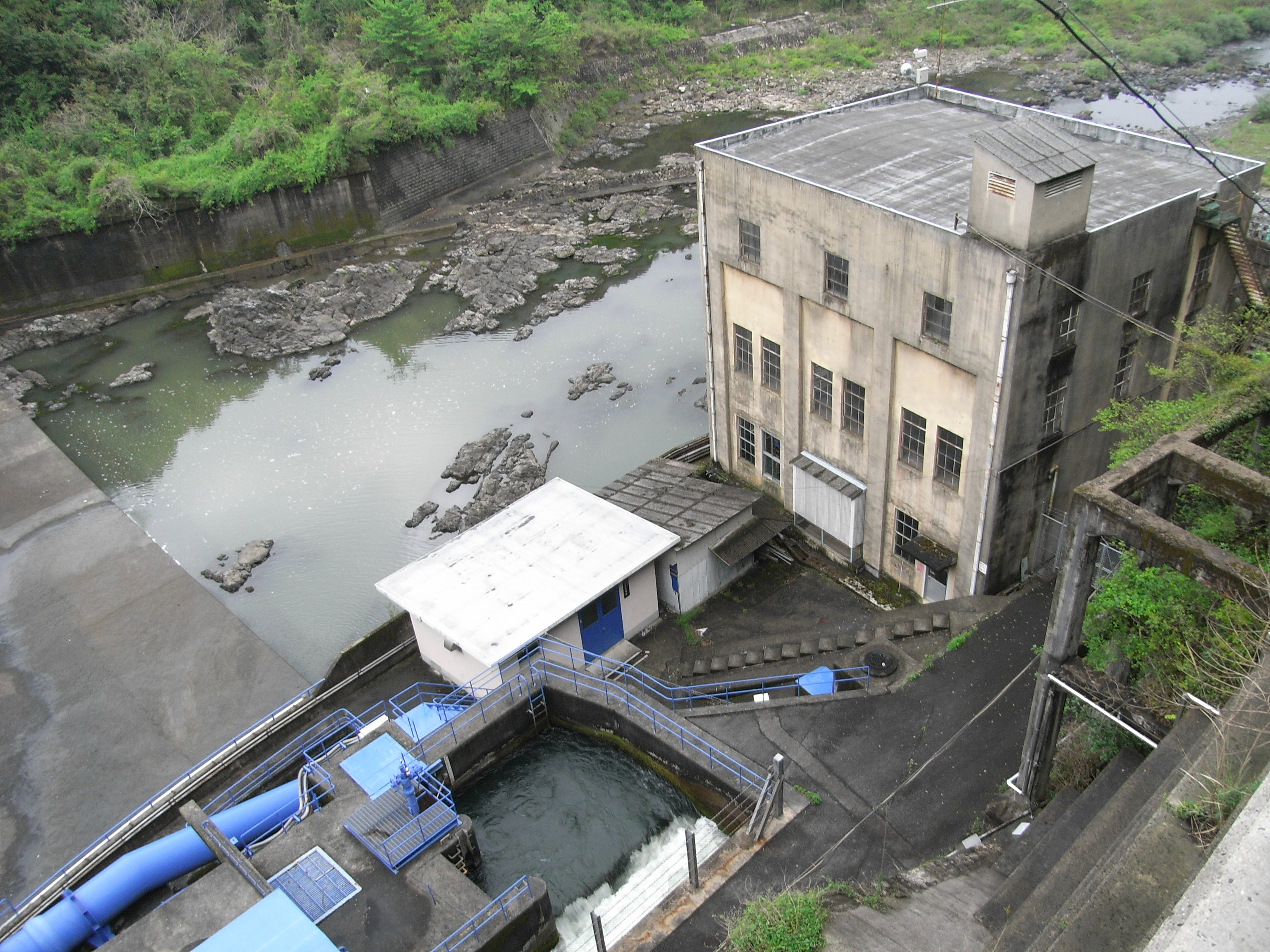
宇部興産厚東川発電所（厚東川ダム）
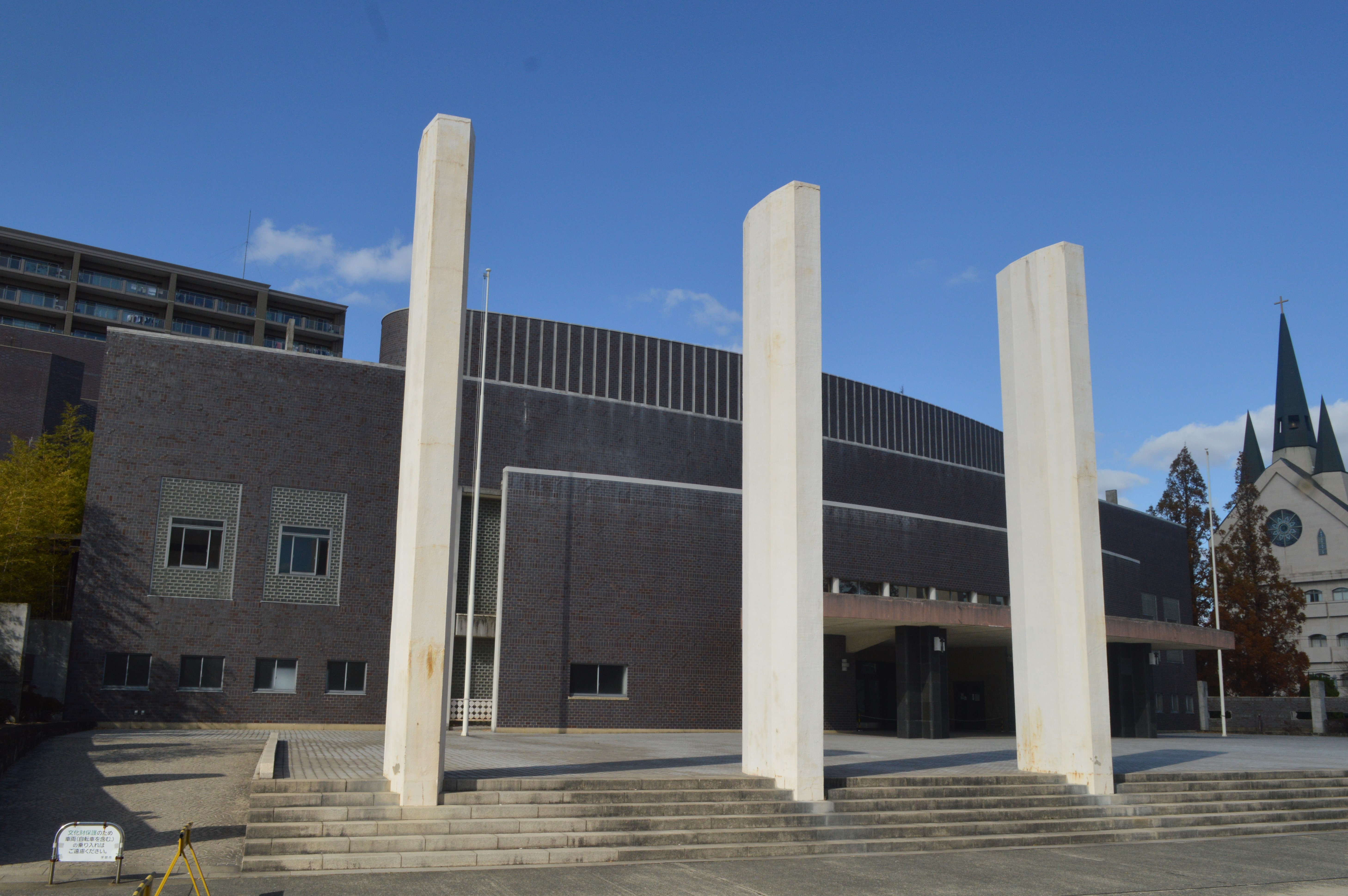
宇部市渡辺翁記念会館

### 産業観光
UBEの関連会社であるUBE三菱セメントの山口工場（宇部地区）には、セメント製造に関する巨大装置のほか、日本国内で最大級の石炭貯蔵基地や大型タンカーが寄港する企業専用岸壁がある。同社の山口工場（伊佐地区）は、同社の大規模な石灰石の鉱山（伊佐鉱山）が隣接している。さらに、同社の宇部地区と伊佐地区の両工場を結ぶ私道（宇部伊佐専用道路）もある。これらは、産業観光の対象として地元学校の社会科見学やツアー商品にも組み入れられている。
上記の施設群をはじめとしたUBEグループの歴史や事業内容、先端技術を紹介する総合案内施設として、2007年（平成19年）11月27日に「UBE i-Plaza」が開設された。同施設は宇部事業所1号館1階に所在し、330平方メートルの展示スペースと施設見学時の受付ブースを併設する。見学は予約制をとっている。

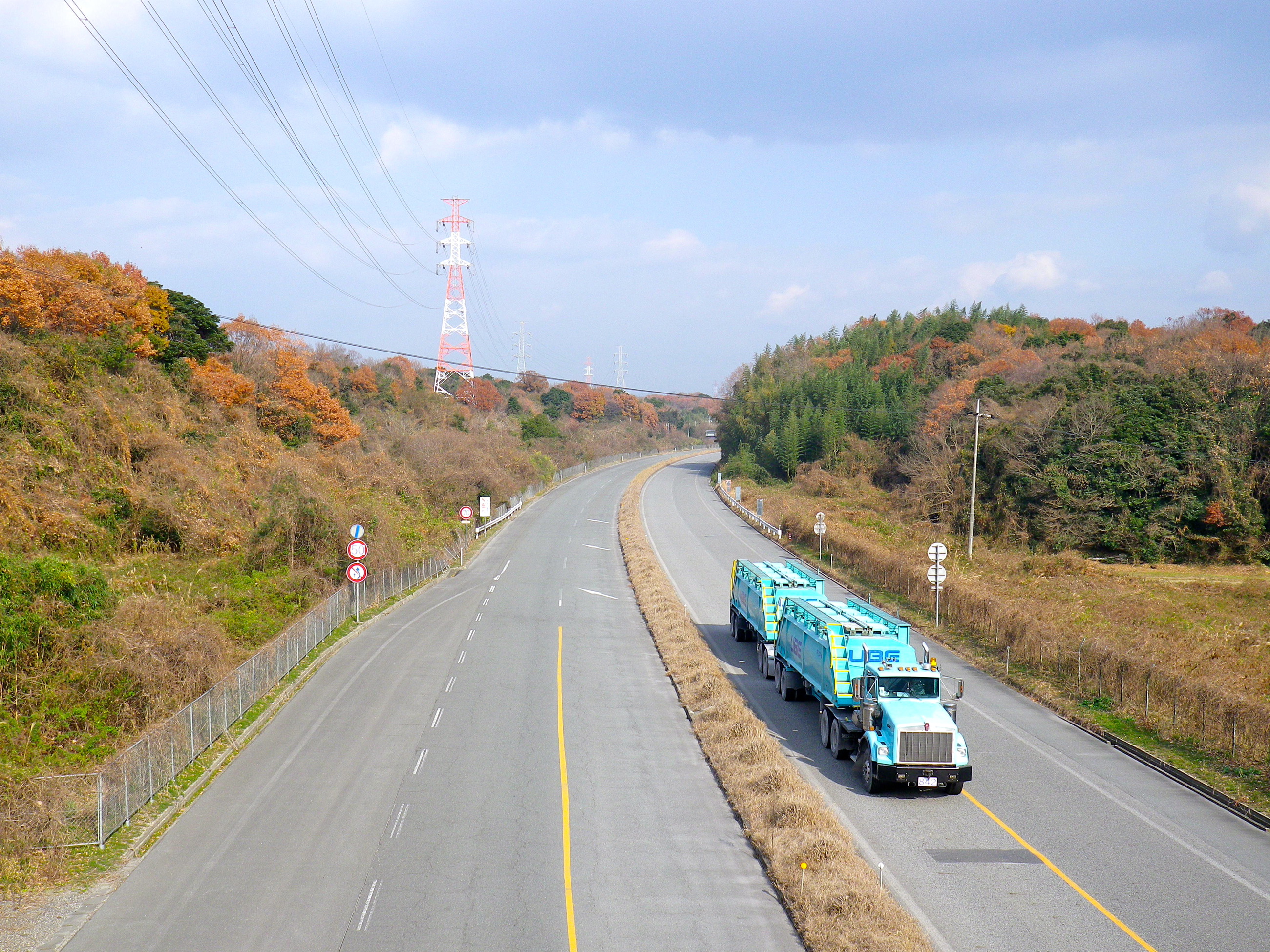
宇部伊佐専用道路
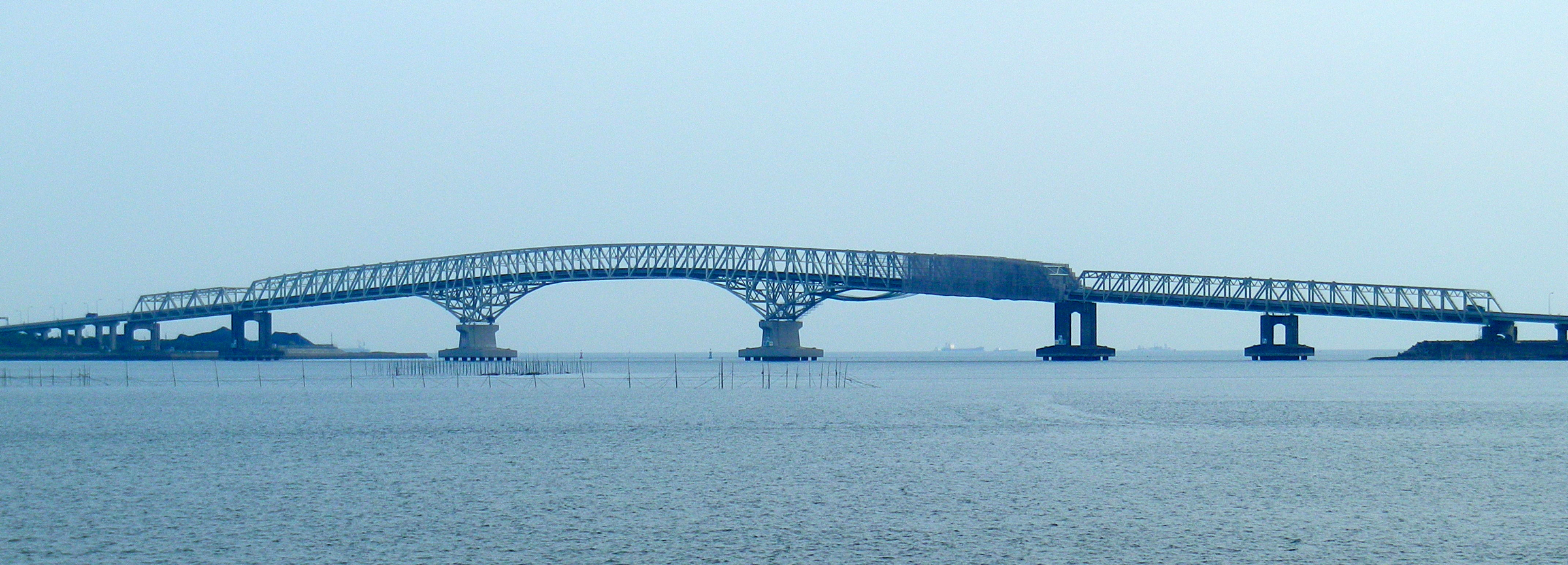
興産大橋
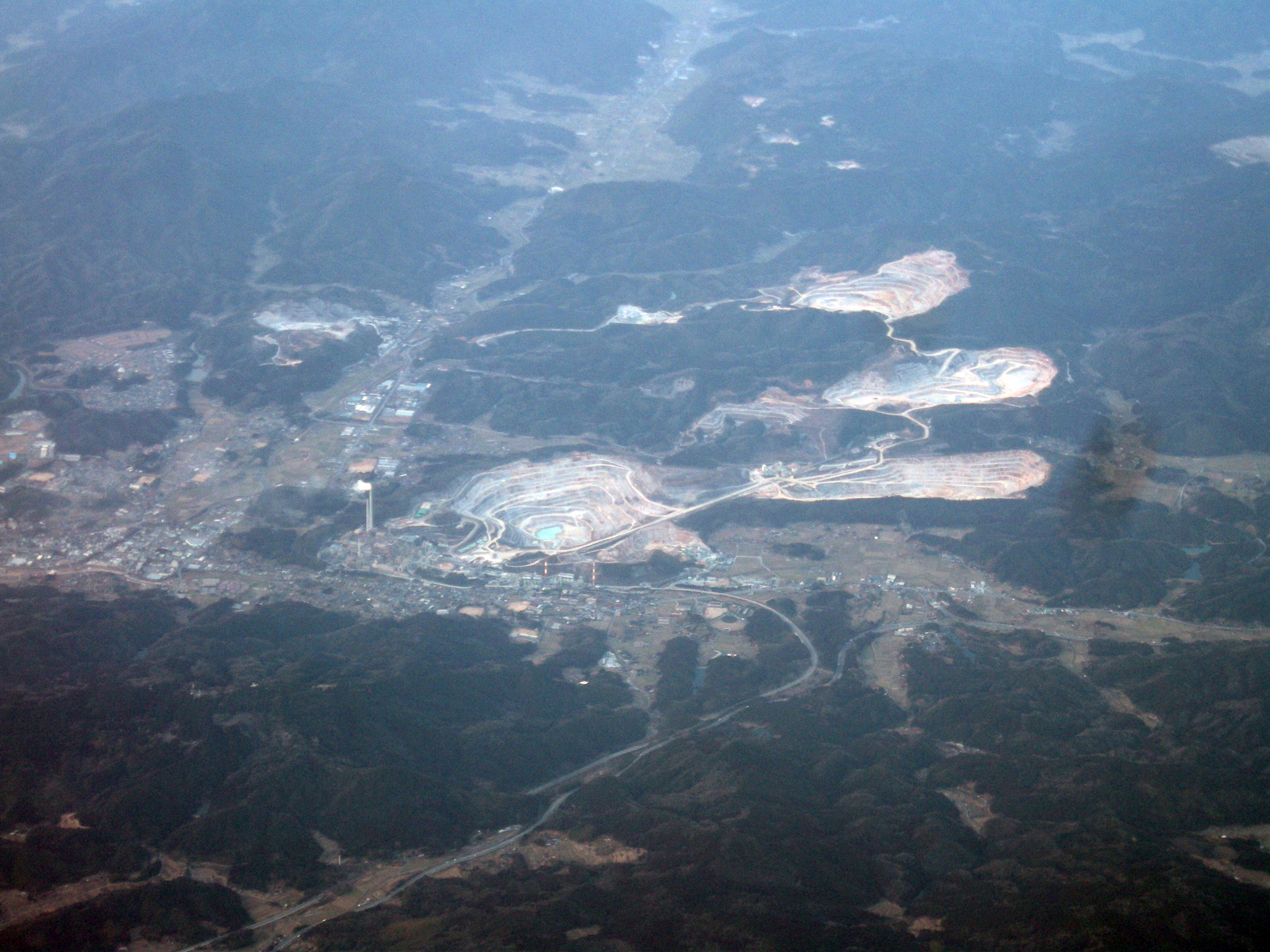
伊佐鉱山

### 鉄道貨物

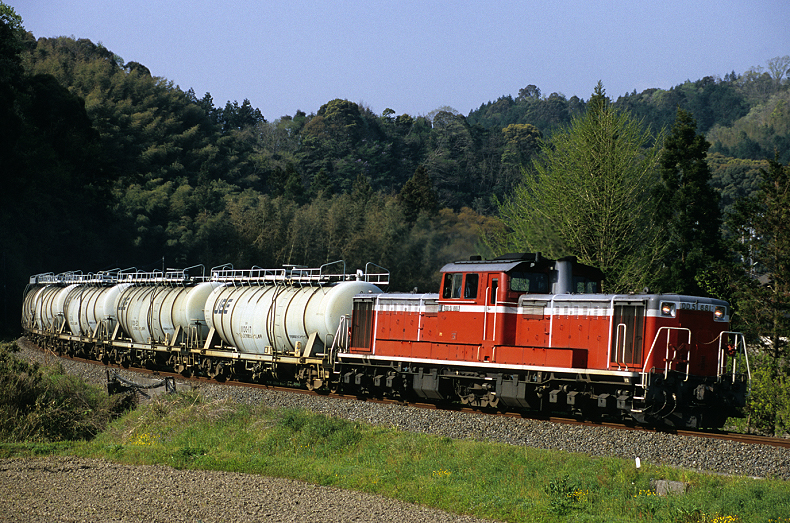
岡見貨物

宇部興産専用道路（UBE三菱セメントへ移管後は宇部伊佐専用道路へ改称）の供用開始まで、当時の宇部興産は宇部地区と伊佐地区との間の物資輸送に鉄道貨物を多用していた。両地区を結ぶ美祢線・宇部線には石灰石を満載した石炭車を長く連ねた専用貨物列車が昼夜を問わず多数運転されており、宇部事業所の隣接地には事実上自社専用の貨物駅となっていた宇部港駅が設けられていた。宇部線・美祢線の両線が地方交通線ではなく幹線扱いとなっていたのは、当社による貨物輸送によるところが大きかった。
また、伊佐セメント工場から中国電力三隅発電所（島根県浜田市）の間を往復する貨物列車が運行されていた。この列車は「岡見貨物」と呼ばれ、写真撮影等に訪れる鉄道ファンも多かった。国鉄DD51形ディーゼル機関車が重連で炭酸カルシウム（火力発電所向け脱硫触媒）あるいはフライアッシュ（セメント工場向けセメント原料）を積んだ薄青色の貨車（宇部興産セメントサービス株式会社所有）を牽引し、美祢線美祢駅と山陰線岡見駅との間を山陽線・山口線経由で運行していた。2013年7月の水害に伴い山口線が不通となったことに伴い運休し、JR貨物との契約終了に伴い、そのまま廃止された。
なお、宇部線・小野田線の一部の前身である「宇部電気鉄道」は、沖ノ山炭鉱の子会社であった。また、伊佐セメント工場専用線は、前身である「伊佐軌道」を買収し敷設し直したものである。

## 不祥事

### 子会社による品質不正
丸善石油化学と折半出資の子会社、宇部丸善ポリエチレンが顧客との取り決めに基づく品質検査を行わずに製品を出荷していたことが2017年12月11日に発覚。千葉石油化学工場（千葉県市原市）で製造された、電力ケーブルを覆う材料となる低密度ポリエチレン製品で、全部で75項目ある品質検査のうち、強度など16項目を実施せず過去のデータを流用していた。不正は1990年代から行われていて、製品の出荷先企業は50社であった。2018年6月7日に発表された調査報告書によると、新たに22製品で不正が判明し、宇部丸善ポリエチレンに加え、宇部エクシモ、宇部サンド工業など子会社4社でも品質不正が判明した。加えて、子会社である宇部マテリアルズで製造し関東宇部コンクリート工業へ供給していた生コン製品で、JIS認証と異なる原産地の原材料を製造に使用していたことが判明した。最終的に、不正が行われていた子会社は6社、不正のあった対象は24製品、納入先企業は113社に及んだ。最も古い製品で1970年代から不正が行われていた。一連の品質不正により、2018年4月17日にISO 9001の認証取り消し、社長ら役員報酬は1カ月分返上の処分となった。